# Hyagnis tuberculipennis
Hyagnis tuberculipennis là một loài bọ cánh cứng trong họ Cerambycidae.